# Slikke
 (juillet 2023).
Si vous disposez d'ouvrages ou d'articles de référence ou si vous connaissez des sites web de qualité traitant du thème abordé ici, merci de compléter l'article en donnant les références utiles à sa vérifiabilité et en les liant à la section « Notes et références ».

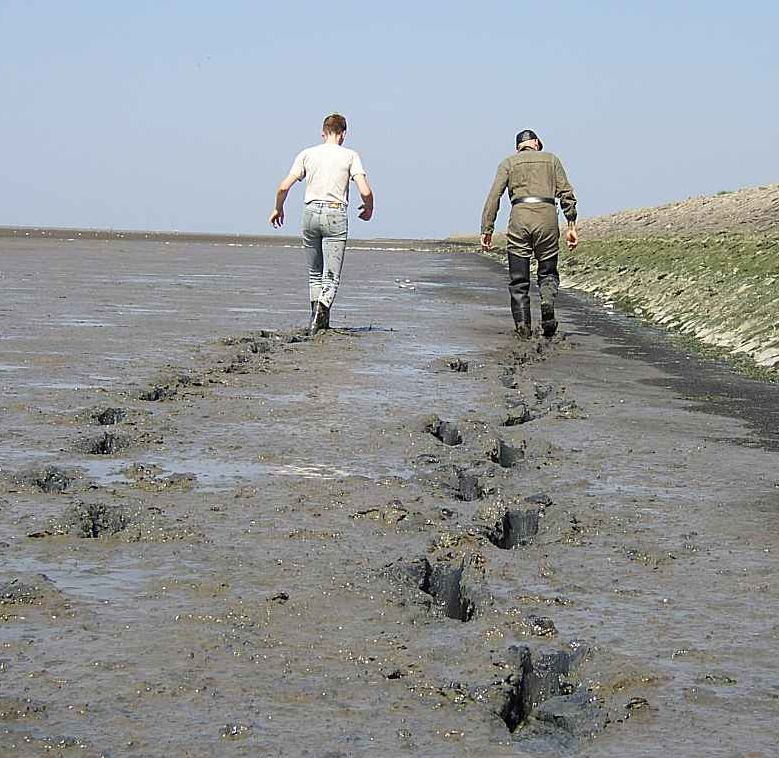
Slikke

La slikke est l'une des zones caractéristiques des vasières littorales de l'estran ; ces vasières étant caractérisées par deux milieux biologiquement très différents : la slikke en partie basse, le schorre en  partie haute. La slikke est donc la partie inférieure de l'estran, celle qui est la plus souvent inondée, à chaque marée haute, même de morte eau.

## Étymologie
Slikke est un mot patois néerlandais signifiant « boue ».

## Caractéristiques physiques
Ses sédiments ont une origine marine (érosion marine), et/ou terrestre (essentiellement des matériaux apportés par les fleuves). 
Ils sont fins : vase, tangue, sable vaseux de consistance molle. 
La structure et l'épaisseur de la slikke peuvent varier saisonnièrement. Elles dépendent notamment :
- du contexte abiotique ; principalement des caractéristiques rhéologiques, d'apports liés aux crues et du forçage tidal (importance des marées). La slikke est aussi exposée à des conditions extrêmes (courant, salinité, exposition aux UV solaires à marée basse, etc.) ;
- du contexte biotique (activité bioturbatrice des organismes, en particulier organismes fouisseurs de type vers ou à siphons (mollusques à coquilles ; ex : Hydrobia ulvae et Scrobicularia plana étudiés en tant que bioturbateurs par l'Ifremer).

## Écologie
La slikke est nue ou très pauvre en végétation, mais elle abrite une énorme biomasse bactérienne qui joue un rôle essentiel dans les processus d'autoépuration et de recyclage de la nécromasse. 
Elle abrite également une faune variée d'espèces bivalves (palourdes, coques...), de petits gastéropodes brouteurs, de crabes verts, de poissons brouteurs ou chasseurs (mulets, carrelets, bars). Beaucoup de vers et de mollusques vivant dans la vase salée sont une nourriture appréciée de nombreux oiseaux qui viennent s'y nourrir à marée basse. Il s'agit généralement d'oiseaux à longs becs dits limicoles.

### Services écologiques
Deux fois par 24 h, à chaque marée, une partie des sédiments est remise en suspension dans l'eau et se redépose en entretenant le biofilm, dans un système qui fonctionne un peu comme une station d'épuration à lit fluidisé. Dans la vase, si elle n'est pas rendue toxique par des polluants, de nombreux organismes filtreurs contribuent à la richesse discrète de cet écosystème qui joue un rôle important dans le réseau trophique estuarien.
La slikke produit de nombreux microorganismes qui sont la première nourriture abondante d'alevins ou de petits crustacés. Elle joue un rôle dans l'alimentation des nurseries de certaines espèces.
On y trouve parfois une biomasse très abondante (jusqu'à plusieurs milliers d'individus au mètre carré à marée basse et en zone tempérée au moins 60 espèces de poissons et crustacés s'y nourrissent en tout ou partie de leur vie. A marée basse, ce sont des milliers d'oiseaux qui viennent y rechercher des mollusques ou du macro-zoobenthos.

## Pressions, menaces
Ces milieux apparemment pauvres et peu appréciés des touristes reculent face au développement des ports et localement à la destruction des vasières pour l'extension de villes, d'aéroports, etc.
Ils sont localement victimes de pollutions graves, notamment en aval d'estuaires pollués ou dans ces estuaires mêmes. Du plomb de chasse (grenaille toxique) peut s'y être accumulé (environ quatre millions de plombs par hectare en Camargue) et menacer ou tuer (par saturnisme aviaire) les oiseaux marins qui s'y nourrissent.
Les slikkes souffrent probablement de l'eutrophisation générale de l'environnement.

## Où observer des slikkes?

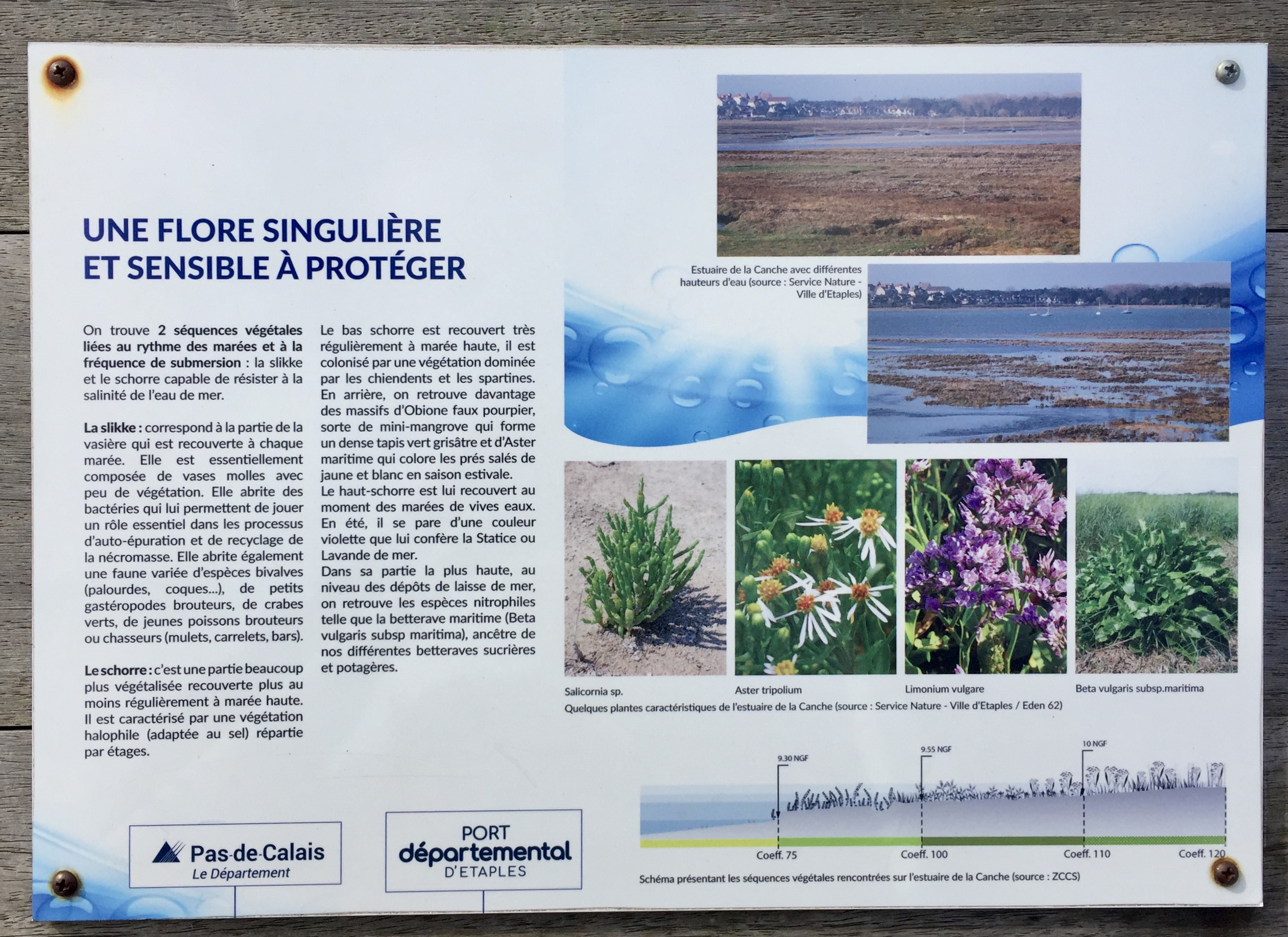
Panneau en baie de Canche à Étaples, expliquant le schorre et la slikke.

En France, les slikkes les plus importantes sont au Mont Saint-Michel, en baie d'Audierne, dans le golfe du Morbihan, dans le bassin d'Arcachon, en baie de Somme, Nord-Pas-de-Calais en baie de Canche, baie d'Authie et au platier d'Oye.
En Belgique, on en trouve dans la réserve naturelle «De IJzermonding» située à l'embouchure de l'Yser à Nieuport ainsi que dans le  Parc naturel du Zwin.
Au Québec d'importantes slikkes se trouvent dans l'estuaire du Saint-Laurent, notamment au refuge d'oiseaux migrateurs de Montmagny et à la réserve nationale de faune du cap Tourmente.